# Neobisium spelaeum
Espèce
Synonymes
- Blothrus spelaeus Schiödte, 1847
- Obisium troglodytes Schmidt, 1848

Neobisium spelaeum est une espèce de pseudoscorpions de la famille des Neobisiidae.

## Distribution
Cette espèce se rencontre dans des grottes en Croatie, en Slovénie et en Italie au Frioul-Vénétie Julienne.

## Description
Ce pseudoscorpion est anophtalme.

## Liste des sous-espèces
Selon Pseudoscorpions of the World (version 3.0) :
- Neobisium spelaeum istriacum (Müller, 1931)
- Neobisium spelaeum spelaeum (Schiödte, 1847)

## Systématique et taxinomie
Cette espèce a été décrite sous le protonyme Blothrus spelaeus par Schiödte en 1847. Elle est placée dans le genre Neobisium par Beier en 1932.
Obisium troglodytes a été placée en synonymie par Harvey en 1991.

## Publications originales
- Schiödte, 1847 : Undersögelser over den underjordiske Fauna i Hulerne i Krain og Istrien. Oversigt over det Kongelige Danske Videnskabernes Selskabs Forhandlingar, vol. 6, p. 75-81.
- Müller, 1931 : Nuovi pseudoscorpioni cavernicoli appartenenti al sottogenere Blothrus Schioedte (diagnosi preliminari). Bollettino della Società Entomologica Italiana, vol. 63, p. 125-127.